# Psychidea millieri
Psychidea millieri är en fjärilsart som beskrevs av Franciscus J.M. Heylaerts 1879. Psychidea millieri ingår i släktet Psychidea och familjen säckspinnare. Inga underarter finns listade.